# Grand-Failly
Grand-Failly è un comune francese di 310 abitanti situato nel dipartimento della Meurthe e Mosella nella regione del Grand Est.

## Società

### Evoluzione demografica
Abitanti censiti